# Nitrén
| Nitrén |                                                           |
| |                                                           |
| \| \| \| |                                                           |
| IUPAC-név | λ1-Azanilidén, nitrén                                     |
| Szabályos név                                                                                                   | hidridonitrogén, λ1-azán                                  |
| Más nevek | aminilén, azanilén, azanilidén, imidogén, hidridonitrogén |
| Kémiai azonosítók                                                                                               |                                                           |
| CAS-szám | 13774-92-0                                                |
| PubChem | 5460607                                                   |
| ChemSpider | 4574105                                                   |
| ChEBI | 29339                                                     |
| SMILES | [NH]                                                      |
| InChIKey | PDCKRJPYJMCOFO-UHFFFAOYSA-N                               |
| Gmelin | 66                                                        |
| Kémiai és fizikai tulajdonságok                                                                                 |                                                           |
| Kémiai képlet                                                                                                   | HN                                                        |
| Moláris tömeg                                                                                                   | 15,01 g/mol                                               |
| Kristályszerkezet                                                                                               |                                                           |
| Molekulaforma                                                                                                   | linear                                                    |
| Termokémia |                                                           |
| Std. képződési entalpia ΔfHo298                                                                                 | 358.43 kJ mol−1                                           |
| Standard moláris entrópia So298                                                                                 | 181.22 kJ K−1 mol−1                                       |
| Hőkapacitás, C                                                                                                  | 21.19 J K−1 mol−1                                         |
| Ha másként nem jelöljük, az adatok az anyag standardállapotára (100 kPa) és 25 °C-os hőmérsékletre vonatkoznak. |                                                           |
| |                                                           |

A nitrén szervetlen vegyület, képlete NH. Más egyszerű gyökökhöz hasonlóan erősen reaktív és rövid életű, kivéve alacsony nyomáson. Viselkedése spinmultiplicitásától függ.

## Keletkezése, tulajdonságai
A nitrén ammónia elektromos kisütéséből állítható elő.
A nitrén forgási elválasztása nagy, spin-spin kölcsönhatása gyenge, így ritkábbak az ütközés indukálta Zeeman-átmenetei. Az alapállapotú NH puffergáztöltéssel mágnesesen csapdázható.
Az alapállapotú nitrén triplett, a gerjesztett szingulett csak kevéssel magasabb energiájú.
Az első gerjesztett állapot (a1Δ) hosszú életű, mivel alapállapotra (X3Σ−) való átalakulása spintiltott. A NH ütközésindukált rendszerközi kereszteződésre képes.

## Reakciókészség
A hidrogénektől eltekintve a nitrén izoelektromos a metilénnel (CH2) és az atomos oxigénnel, és hasonlóan reakcióképes. Az első gerjesztett állapot lézerindukált fluoreszcencia (LIF) révén észlelhető. A LIF lehetővé teszi az NH keletkezésének, bomlásának és termékeinek észlelését. Reakciói nitrogén-monoxiddal:
{\displaystyle {\ce {NH + NO -> N2 +OH}}}
{\displaystyle {\ce {NH +NO ->N2O +H}}}
Előbbi kedvezőbb, ΔH0-ja –408 kJ/mol, míg utóbbié –147 kJ/mol.

## Nevezéktan
A nitrén triviális név az elfogadott. A λ1-azán és hidridonitrogén szabályos nevek szintén érvényesek, és rendre a szubsztitutív és additív nevezéktanok szerint képezhető.
A nitrén tekinthető továbbá két hidrogénnel kevesebbet tartalmazó ammóniának, így használható kontextusspecifikus szabályos névként az azilidén szubsztitutív nevezéktan szerint. Azonban ez nem veszi figyelembe, hogy a nitrén gyök. De bizonyos kontextusban az azilidén a nem gyök állapot megnevezésére is használható, a diradikális ekkor az azándiil.

## Asztrokémia
A csillagközi térben NH-t a ζ Persei és a HD 27778-hoz közeli felhőkben észleltek az NH A3Π→X3Σ (0,0) abszorpciós sávjának nagy felbontású és nagy jelarányú spektrumaiból 3358 Å körül. A CN hatékony előállításának a diffúz felhőben lévő NH-ból közel 30 K hőmérséklet volt kedvező.

### Asztrokémiailag fontos reakciók
| Reakció                                     | Sebességi konstans | Sebesség/[H2]2 |
| ------------------------------------------- | ------------------ | -------------- |
| {\displaystyle {\ce {N +H- ->NH +e-}}}      | 1·10−9             | 3,5·10−18      |
| {\displaystyle {\ce {NH2 +O ->NH +OH}}}     | 2,546·10−13        | 1,4·10−13      |
| {\displaystyle {\ce {NH2+ +e- ->NH +H}}}    | 3,976·10−7         | 2,19·10−21     |
| {\displaystyle {\ce {NH3+ +e- ->NH + 2 H}}} | 8,49·10−7          | 2,89·10−19     |
| {\displaystyle {\ce {NH +N ->N2 +H}}}       | 4,98·10−11         | 4,36·10−16     |
| {\displaystyle {\ce {NH +O ->OH +N}}}       | 1,16·10−11         | 1,54·10−14     |
| {\displaystyle {\ce {NH +C+ ->CN+ +H}}}     | 7,8·10−10          | 4,9·10−19      |
| {\displaystyle {\ce {NH +H3+ ->NH2+ +H2}}}  | 1,3·10−9           | 3,18·10−19     |
| {\displaystyle {\ce {NH +H+ ->NH+ +H}}}     | 2,1·10−9           | 4,05·10−20     |

Diffúz felhőkben a {\displaystyle {\ce {H- +N ->NH +e-}}} a fő keletkezési módszer. Kémiai egyensúly közelében az NH-keletkezés fontos módjai a NH+2 és az NH+3 rekombinációi. A sugárzási mezőtől függően az NH2 is közreműködhet.
A NH diffúz felhőkben fotodisszociációval és fotoionizációval bomlik. Sűrű felhőkben a NH atomos oxigénnel és nitrogénnel reagálva bomlik. Az O+ és N+ ionok OH-t és NH-t alkotnak diffúz felhőkben. Az NH fontos a N2, OH, H, CN+, CH, N, NH+2 és NH+ előállításában a csillagközi térben.
A NH-t észlelték a csillagközi térben, de nem sűrű molekulafelhőkben. A NH észlelésének célja a forgási állandói és a vibrációs szintjei jobb megismerése. Szükséges továbbá a N- és NH-gyakoriságok előrejelzése N-t és NH-t képző és nyomokban N-t és NH-t tartalmazó csillagokban. A NH, OH és CH jelenleg ismert forgási állandói és vibrációi lehetővé teszik a szén-, nitrogén- és oxigénmennyiségek tanulmányozását a teljes spektrum szintézise nélkül 3D-s modellatomszférában.

## Fordítás
Ez a szócikk részben vagy egészben  az   Imidogen című angol Wikipédia-szócikk ezen változatának fordításán alapul.  Az eredeti cikk szerkesztőit annak laptörténete sorolja fel. Ez a jelzés csupán a megfogalmazás eredetét és a szerzői jogokat jelzi, nem szolgál a cikkben szereplő információk forrásmegjelöléseként.